# Spangenhelm

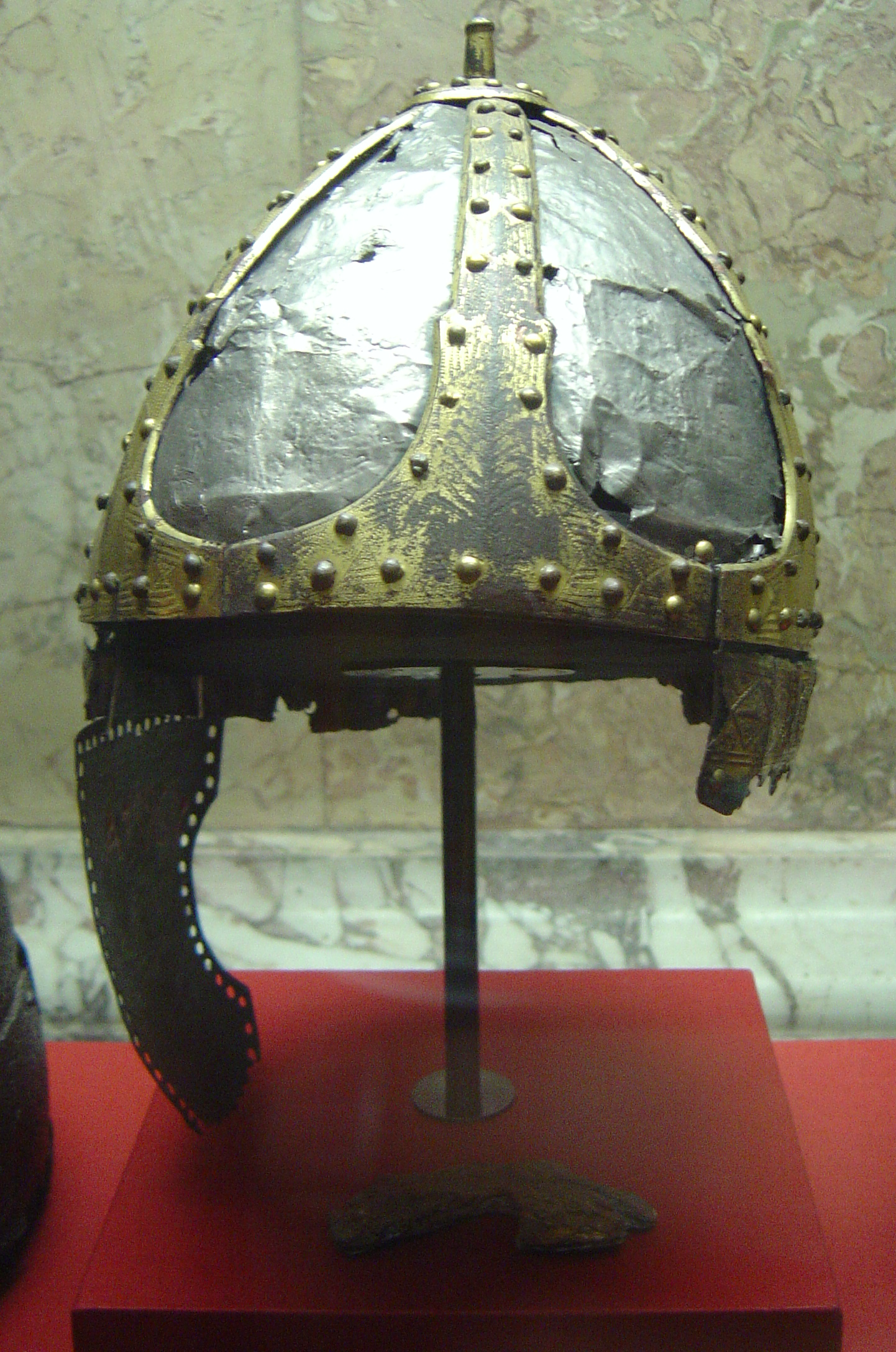
Spangenhelm du VIe siècle.

Spangenhelm est un terme historiographique allemand désignant le casque composite segmenté populaire chez les Germains orientaux.
Ce type de heaume fut largement utilisé durant le Moyen Âge comme protection des fantassins. Le Spangenhelm se répand d'Allemagne partout en Europe, aussi bien au Nord qu'au Sud, à l'Est qu'à l'Ouest.

## Composition

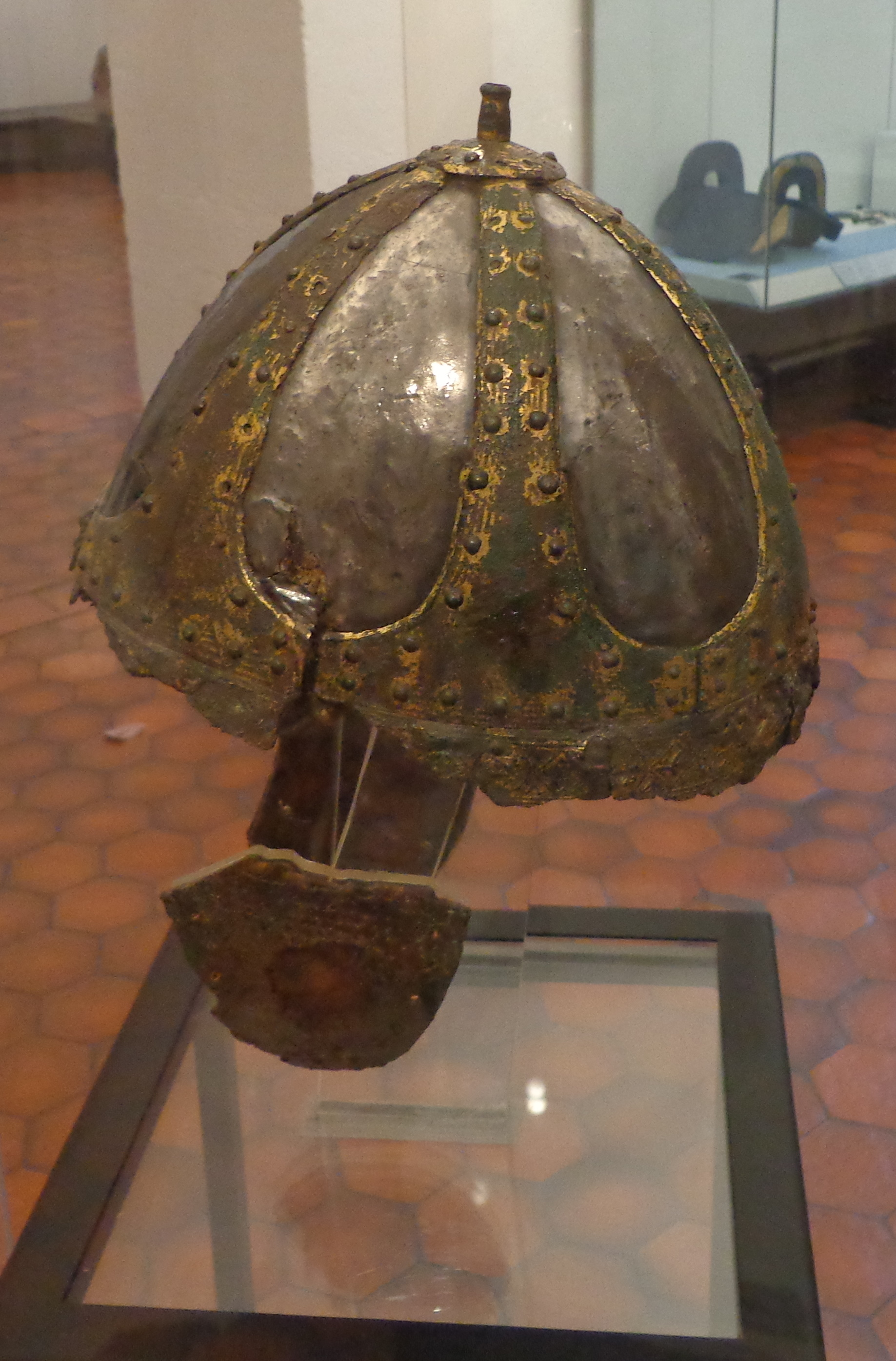
Casque mérovingien du VIe siècle conservé au musée archéologique de Strasbourg, France.

Le Spangenhelm est un casque conique qui se courbe pour finir par une légère pointe. Il pouvait avoir un nasal, protégeant ainsi le nez et le visage des coups, et certains modèles possèdent des protège-joues en cuir ou en fer (hérités du casque romain traditionnel). Il était composé de bandes de fer ou de bronze reliées entre elles par des entrelacs. Le Spangenhelm pouvait aussi avoir une expansion protégeant la nuque et le cou (le futur gorgerin médiéval).
Certains Spangenhelms, notamment ceux utilisés dans le Nord de l'Europe, en Scandinavie et en Allemagne du Nord (mais aussi en Russie et Ukraine), avaient des protections en fer faisant le tour des yeux.
Les Spangenhelms les plus récents comprennent parfois une protection du visage complète amovible, non sans rappeler les futurs heaumes normands du XIe siècle.

## Origines
Le Spangenhelm vient du mot allemand Spangen désignant les plaques de métal formant le cadre du heaume.
Il viendrait de l'Est, apporté par les peuples nomades des steppes d'Eurasie (Scythes, Sarmates puis Huns).

## Production
De par sa forme basique et le coût peu élevé des matériaux de production, le Spangenhelm s'est vite imposé comme la référence en matière de heaumes, notamment au Ve siècle.
Il perdure jusqu'au IXe siècle, et disparaît au profit du heaume à nasal et des heaumes cylindriques.

## Le casque du Dumfriesshire
Des fragments de bronze et de cuivre appartenant à un Spangenhelm ont été retrouvés en 1906 à Tynron Doon (Dumfriesshire, Écosse). Liam De Paor a daté ces restes du milieu du VIIe siècle.

## Culture populaire
Spangenhelm est également le titre de l'épisode 1 de la saison 2 de la série Kaamelott, dans lequel le port du casque pendant la prière est discuté.